# Куален, Пьер дю Камбу
Пьер дю Камбу де Куален (фр. Pierre du Cambout duc de Coislin; 1664, Париж — 7 мая 1710, Версаль) — французский военачальник, полковник 1-го кавалерийского полка королевских войск Франции, 2-й герцог Куален, пэр Франции. Член Французской академии (кресло № 25) с 1702 по 1710 год.

## Биография
Родился в аристократической бретонской семье. Сын Армана дю Камбу, герцога Куалена, пэра Франции, прево Парижа, члена Французской академии. Правнук канцлера Франции Пьера де Сегье, племянник кардинала, архиепископа Орлеана Пьера-Армана дю Камбу де Куалена.
Кроме прочего, после смерти отца, унаследовал его место во Французской академии.
Брат Анри Шарля дю Камбу де Куалена (1664—1732), епископа Мецкий, пэра Франции, члена Французской академии.
В памяти потомков остался как человек, чрезвычайно вежливый с людьми простого звания, вплоть до собственных лакеев. 
Умер в возрасте 46, не оставив потомства.